# Szczypiorno (Mazovie)
Pour les articles homonymes, voir Szczypiorno.
Szczypiorno (prononciation : [ʂt͡ʂɨˈpjɔrnɔ]) est un village polonais de la gmina de Pomiechówek dans le powiat de Nowy Dwór Mazowiecki de la voïvodie de Mazovie dans le centre-est de la Pologne.
Il se situe à environ 8 kilomètres au nord de Nowy Dwór Mazowiecki (siège du powiat) et à 39 kilomètres au nord-ouest de Varsovie (capitale de la Pologne).

## Histoire
De 1975 à 1998, le village appartenait administrativement à la voïvodie de Varsovie.